# Kartel z Guadalajary
Kartel z Guadalajary (hiszp. Cartel de Guadalajara) – meksykański kartel narkotykowy założony w 1980 roku przez Miguela Angela Felixa Gallardo, Rafaela Caro Quintero i Ernesto Fonseca Carrillo. Uznawany jest za pierwszą meksykańską organizację zajmującą się masowym przemytem kokainy do Stanów Zjednoczonych.
W szczytowym okresie organizacja ta przynosiła 5 miliardów dolarów zysku rocznie, a w ramach zapłaty za swoje usługi pobierała 50% dostarczonej przez kartel z Cali kokainy.
Według niektórych pisarzy, takich jak Peter Dale Scott, kartel z Guadalajary prosperował głównie dlatego, że cieszył się ochroną meksykańskiej agencji wywiadowczej DFS i jej szefa, Miguela Nazara Haro.
Organizacja rozpadła się w 1989 roku na pomniejsze kartele (kartel z Sinaloa, kartel z Tijuany i kartel z Sonory) w wyniku aresztowania i skazania jej przywódcy, Miguela Ángela Félixa Gallardo.